# عين نزاغ
عين نزاغ هي قرية في إقليم سطات ضمن جهة الشاوية ورديغة بالغرب المغربي. كان مجموع عدد سكان الجماعة القروية عين نزاغ 14,367 نسمة.(تعداد السكان الرسمي 2004)